# سفارة مصر في الصومال
سفارة مصر في الصومال هي الممثلية الدبلوماسية العليا لدولة جمهورية مصر العربية لدى جمهورية الصومال الفيدرالية. تقع السفارة في مقديشو، وتهدف لتعزيز المصالح المصرية في الصومال.